# Anton Ausserer
Anton Ausserer (Bolzano, 1843. július 5. – Graz, 1889. július 20.) osztrák természettudós, arachnológus.
Szenvedélyes természettudós volt, 15 évesen lett árva. Élete során tanított Feldkirchben, Innsbruckban és Grazban. 1872-ben nyert doktori fokozatot.
1888-ban megnősült, de betegségben 1889-ben meghalt.
Zoológiai szakmunkában, nevének rövidítése „Ausserer”.

## Általa leírt nemek és fajok
Élete és kutatásai során több pók, -elsősorban madárpók- nemnek és fajnak adott nevet, illetve több fajt fedezett fel. Ezenkívül más tudósok Ausserer iránti tiszteletből több fajt is róla neveztek el.

### Nemek
- Acanthoscurria Ausserer, 1871 (Theraphosidae)
- Antrodiaetus Ausserer, 1871 (Antrodiaetidae)
- Bolostromus Ausserer, 1875 (Cyrtaucheniidae)
- Chaetopelma Ausserer, 1871 (Theraphosidae)
- Cyclocosmia Ausserer, 1871 (Ctenizidae)
- Cyclosternum Ausserer, 1871 (Theraphosidae)
- Cyrtocarenum Ausserer, 1871 (Ctenizidae)
- Euagrus Ausserer, 1875 (Dipluridae)
- Euathlus Ausserer, 1875 (Theraphosidae)
- Eucteniza Ausserer, 1875 (Cyrtaucheniidae)
- Hapalopus Ausserer, 1875 (Theraphosidae)
- Harpactira Ausserer, 1871 (Theraphosidae)
- Homoeomma Ausserer, 1871 (Theraphosidae)
- Hypsosinga Ausserer, 1871 (Araneidae)
- Idiommata Ausserer, 1871 (Barychelidae)
- Ischnocolus Ausserer, 1871 (Theraphosidae)
- Ischnothele Ausserer, 1875 (Dipluridae)
- Selenocosmia Ausserer, 1871 (Theraphosidae)
- Sericopelma Ausserer, 1875 (Theraphosidae)
- Tapinauchenius Ausserer, 1871 (Theraphosidae)

### Fajok
- Acanthoscurria minor Ausserer, 1871 (Theraphosidae)
- Aphonopelma mordax Ausserer, 1871 (Theraphosidae)
- Aphonopelma rubropilosum Ausserer, 1871 (Theraphosidae)
- Aphonopelma steindachneri Ausserer, 1875 (Theraphosidae)
- Avicularia doleschalli Ausserer, 1871 (Theraphosidae)
- Avicularia hirsuta Ausserer, 1875 (Theraphosidae)
- Avicularia metallica Ausserer, 1875 (Theraphosidae)
- Avicularia obscura Ausserer, 1875 (Theraphosidae)
- Avicularia rapax Ausserer, 1875 (Theraphosidae)
- Avicularia rutilans Ausserer, 1875 (Theraphosidae)
- Brachypelma vagans Ausserer, 1875 (Theraphosidae)
- Chaetopelma gracile Ausserer, 1871 (Theraphosidae)
- Cyclosternum kochi Ausserer, 1871 (Theraphosidae)
- Cyclosternum macropus Ausserer, 1875 (Theraphosidae)
- Cyclosternum schmardae Ausserer, 1871 (Theraphosidae)
- Cyrtopholis cursor Ausserer, 1875 (Theraphosidae)
- Cyrtopholis innocua Ausserer, 1871 (Theraphosidae)
- Cyrtopholis intermedia Ausserer, 1875 (Theraphosidae)
- Grammostola grossa Ausserer, 1871 (Theraphosidae)
- Grammostola mollicoma Ausserer, 1875 (Theraphosidae)
- Hapalopus formosus Ausserer, 1875 (Theraphosidae)
- Harpactira tigrina Ausserer, 1875 (Theraphosidae)
- Hemirrhagus pernix Ausserer, 1875 (Theraphosidae)
- Ischnocolus syriacus Ausserer, 1871 (Theraphosidae)
- Ischnocolus triangulifer Ausserer, 1871 (Theraphosidae)
- Lasiodora isabellina Ausserer, 1871 (Theraphosidae)
- Lasiodora spinipes Ausserer, 1871 (Theraphosidae)
- Lasiodora striatipes Ausserer, 1871 (Theraphosidae)
- Leviellus thorelli Ausserer, 1871 (Araneidae)
- Megaphobema robustum Ausserer, 1875 (Theraphosidae)
- Pamphobeteus ferox Ausserer, 1875 (Theraphosidae)
- Pamphobeteus fortis Ausserer, 1875 (Theraphosidae)
- Pamphobeteus nigricolor Ausserer, 1875 (Theraphosidae)
- Phlogiellus inermis Ausserer, 1871 (Theraphosidae)
- Phormictopus cautus Ausserer, 1875 (Theraphosidae)
- Poltys idae Ausserer, 1871 (Araneidae)
- Selenocosmia lanipes Ausserer, 1875 (Theraphosidae)
- Sericopelma rubronitens Ausserer, 1875 (Theraphosidae)
- Sericopelma striatum Ausserer, 1871 (Theraphosidae)
- Xenesthis immanis Ausserer, 1875 (Theraphosidae)
- Zygiella keyserlingi Ausserer, 1871 (Araneidae)

### Róla elnevezett fajok
- Altella aussereri Thaler, 1990 (Dictynidae)
- Nomisia aussereri L. Koch, 1872 (Gnaphosidae)
- Singa aussereri Thorell, 1873 (Araneidae)

## Tudományos publikációi
- 1867. Die Arachniden Tirols nach ihrer horizontalen und verticalen Verbreitung, 1. Verhandlungen der kaiserlich-königlichen zoologisch-botanischen Gesellschaft. Wien, 17:137–170.
- 1871. Beiträge zur Kenntniss der Arachniden-Familie der Territelariae Thorell (Mygalidae Autor). Verhandlungen der kaiserlich-königlichen zoologisch-botanischen Gesellschaft. Wien, 21:184-187.
- 1871. Neue Radspinnen. Verh. zool.- bot. Ges. Wien 21: 815-832.
- 1875. Zweiter Beitrag zur Kenntnis der Arachniden-Familie der Territelariae Thorell (Mygalidae Autor). Verhandlungen der kaiserlich-königlichen zoologisch-botanischen Gesellschaft. Wien, 25:169.